# Las Omañas
Las Omañas ist ein nordspanischer Ort und eine Gemeinde (municipio) mit 259 Einwohnern (Stand: 2024) in der Provinz León in der Autonomen Gemeinschaft Kastilien-León. Neben dem Hauptort Las Omañas besteht die Gemeinde aus den Ortschaften Mataluenga, Pedregal, San Martín de la Falamosa und Santiago del Molinillo.

## Lage und Klima
Las Omañas liegt in einer Höhe von ca. 935 m in der westleonesischen Hochebene (meseta) etwa 33 Kilometer in westnordwestlicher Richtung von León entfernt.
Das Klima ist gemäßigt bis warm; Regen (723 mm/Jahr) fällt überwiegend im Winterhalbjahr.

## Bevölkerungsentwicklung
| Jahr      | 1970 | 1981 | 1991 | 2001 | 2011 | 2021 |
| Einwohner | 792  | 617  | 530  | 420  | 316  | 261  |

Aufgrund der zunehmenden Mechanisierung der Landwirtschaft und der Aufgabe zahlreicher bäuerlicher Kleinbetriebe in der zweiten Hälfte des 20. Jahrhunderts fehlten mehr und mehr Arbeitsplätze, was eine immer noch anhaltende Landflucht auslöste.

## Sehenswürdigkeiten
- Burg von Aguilar
- Kirche von Santiago del Molinillo

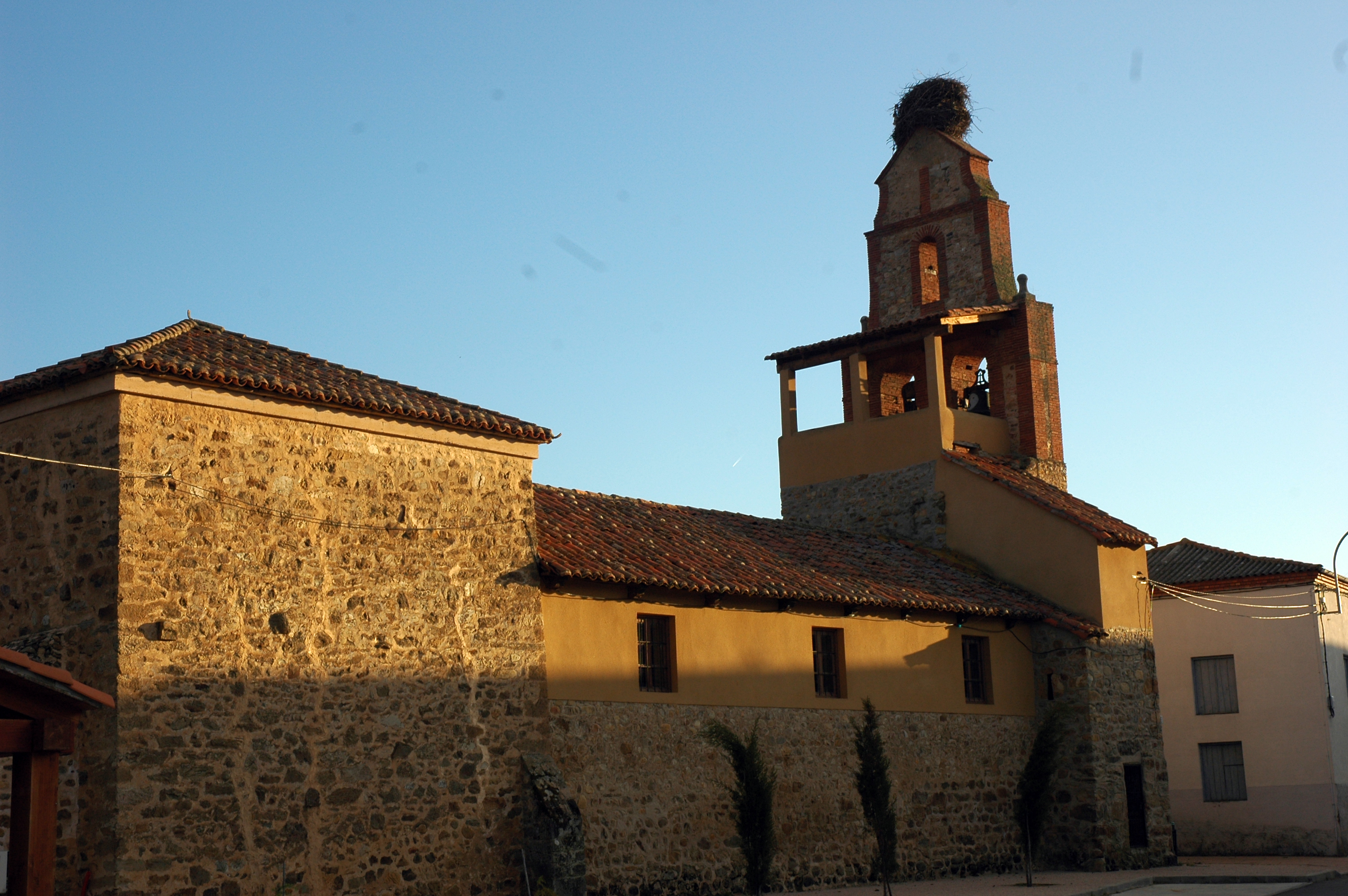
Kirche von Santiago del Montinillo
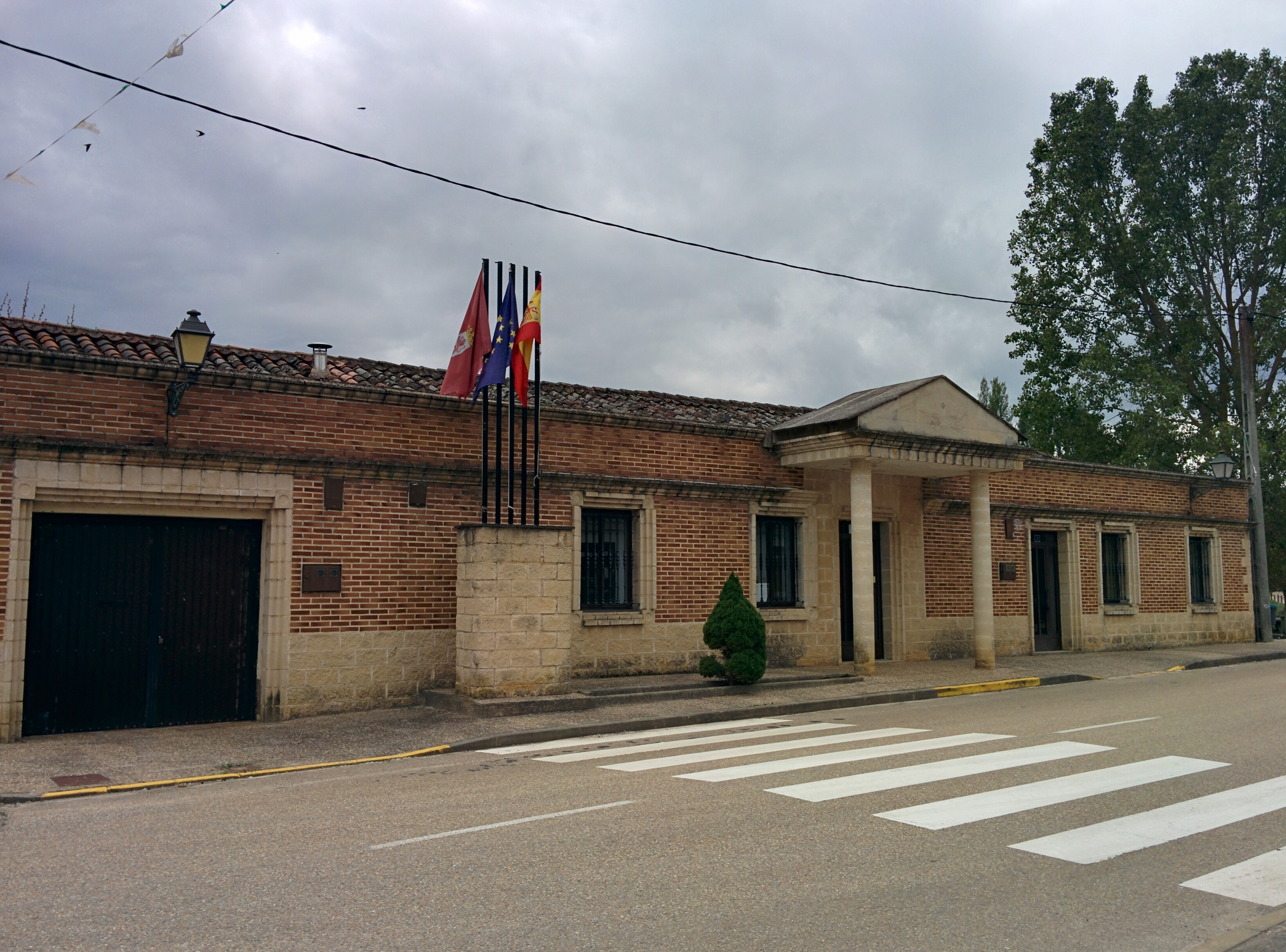
Rathaus